# بنو ياس
بنو ياس قبيلة عربية من أقوى وأشهر القبائل ولها وجود قوي على ساحل الخليج العربي، ومن أكثر القبائل عددًا مقارنة بغيرها من قبائل المنطقة، شكلت منذ بداية التاريخ الحديث وحتى مجيء زايد بن خليفة آل نهيان (زايد الأول)، أكبر قوة برية في الإمارات العربية، ونظراً لقوة بني ياس البرية فإن السياسة البريطانية تجاه أبو ظبي كانت حذرة خوفاً من التوغل في حرب مكشوفة في الصحراء، لذلك فضلت أن تتجنب الاحتكاك بهم. ينحدر من هذه القبيلة آل نهيان وآل مكتوم وهم حكام إمارة أبوظبي وإمارة دبي على التوالي.

## النسب
اختلف في نسب بني ياس، يرجعهم صاحب كتاب (إسعاف الأعيان في أنساب أهل عمان) إلى ياس بن عامر بن صعصعة بن معاوية بن بكر بن هوازن بن منصور القيسي، وهو الأرجح والمعتمد من قبلهم، ويوافقهُ في ذلك صاحب كتاب (قبيلة بني ياس). أما في كتاب (أوثق المعايير في نسب بني ياس والمناصير) فيذكر أن نسبهم يعود إلى قضاعة، وقد رفض هذا القول جملة من أبناء القبيلة المتخصصين.

## تاريخ
تتألف القبيلة من مجموعة من العشائر التي خضعت لزعامة عشيرة (البوفلاح). كانت القبيلة تتخذ من الظفرة في ليوا مقرًا لها وكانت أيضًا محلاً لأغلب القبائل التي رحلت مع منتصف القرن السابع عشر. إلا أن القبيلة انتشرت ومدت نفوذها في جهات واسعة من المنطقة واستقرت في ابوظبي بعد اكتشاف الماء فيها عام 1761، وهكذا سيطرت هذه القبيلة بمجموعة العشائر التي انضمت إليها والعشائر التي أصبحت تابعة لها على جميع إمارتي أبو ظبي ودبي، وارتبطت معها القبائل بروابط التضامن السياسية لزعامة واحدة عُرفت تاريخيًا باسم «حلف بني ياس».
أما قبيلة آل نهيان المتفرعة من آل بوفلاح (حكام إمارة أبو ظبي)، فقد قامت بتأسيس إمارة أبوظبي على يد الشيخ ذياب بن عيسى بن نهيان آل نهيان وابنه شخبوط بن ذياب آل نهيان الفلاحي واستقرت في أبو ظبي واختارتها مقراً لها، فكان الحاكم الأول الذي جاء من ليوا هو الشيخ شخبوط بن ذياب بن عيسى آل نهيان في عام 1737م، وقام ببناء قصر الحصن، وجعله مركزاً لحكم آل نهيان، وكان الشيخ شخبوط قد بنى القصر في مكان لا يبعد كثيرا عن البحر، كان القصر أبيض اللون وهو دفاعي عسكري وفيه غرفة استخدمت للقاء الشيوخ والقبائل وإدارة الحكم. أما آل بو فلاسة فقد أسسوا إمارة دبي التي كانت تعرف سابقا باسم الوصل .
قام الشيخ زايد بن سلطان آل نهيان والشيخ راشد بن سعيد آل مكتوم زعيما آل بو فلاح وآل بو فلاسة بإحياء الحلف بصورة حديثة وتفعيل محاسنه، وذلك على أسس أكثر صلابة وأكثر ملاءمة للعصر وكانت نتيجة جهدهما معا ولادة دولة الإمارات العربية المتحدة وبدل الحلف الذي بُني على معطيات عصر مضى أسسوا إتحاداً بُني على أسس دستورية حديثة.

## قبائل حلف بني ياس
يتكون حلف بني ياس من مجموعة من القبائل كما يلي:
- قبيلة آل بو فلاح
- قبيلة آل بو فلاسة
- قبيلة القبيسات
- قبيلة السودان
- قبيلة المرر
- قبيلة الرميثات
- قبيلة المحاربة
- قبيلة آل بو مهير
- قبيلة آل بو عميم
- قبيلة المشاغين
- قبيلة آل بو حمير
- قبيلة المزاريع
- قبيلة آل بالخيل
- قبيلة الهوامل
- قبيلة الحلالمة
- قبيلة السبايس
- قبيلة القمزان

وهناك بعض العشائر التي تنتمي إلى حلف بني ياس وهي:
- قبيلة آل شكر.[8]
- عشيرة الخمارا (الخميري)
- عشيرة الدحيلات.
- عشيرة الثميرات.
- عشيرة العريفات.

## انظر ايضاً
- تاريخ الإمارات العربية المتحدة
- تاريخ عمان
- دولة اليعاربة